# Rencontre Assyriologique Internationale
Die Rencontre Assyriologique Internationale (kurz Rencontre, auch RAI) ist der Weltkongress für Fachvertreter der Altorientalistik (in Deutschland veraltet auch Assyriologie) sowie der Vorderasiatischen Archäologie.

## Geschichte
Die Gründung der Rencontre Assyriologique Internationale geht auf die Initiative einer Gruppe französischer Gelehrter zurück. Im Jahr 1950 fanden erstmals nach dem Zweiten Weltkrieg Vertreter der Altorientwissenschaften zusammen. Seitdem fand der Kongress fast jährlich in den Zentren altorientalistischer Forschung statt, in Paris, London, Rom, Leiden, Chicago, Philadelphia und Cambridge (USA) und mehrfach auch in Deutschland.
Der Kongress dauert üblicherweise fünf Tage und steht im Regelfall unter einem bestimmten Thema, zu dem Vorträge und Workshops angeboten werden. Die Beiträge zur Rencontre Assyriologique Internationale werden anschließend in einem Tagungsband publiziert.

## Liste der Rencontres
1. 1950 (26.–28. Juni), Paris: Aspect fondamental de la pensée babylonienne und La fonction cultuelle des ziggurats
2. 1951 (2.–6. Juli), Paris: La terminologie sumérienne et accadienne du bronze und La chronologie de la première dynastie babylonienne
3. 1952 (28. Juni–4. Juli), Leiden: Tammouz dans les civilisations mésopotamiennes
4. 1953 (29. Juni–1. Juli), Paris: Le problème des Habiru
5. 1955 (20.–23. Juni), Paris: Les voies de communication du Proche-Orient ancien
6. 1956 (27.–30. Juni), Paris: La Femme dans l’Ancient Orient
7. 1958 (23.–26. Juni), Paris: Gilgamesh et sa légende
8. 1959 (22.–26. Juni), Heidelberg: Rapports du Proche-Orient et de l’Égypte
9. 1960 (20–23. Juni), Genf: Aspects du contact suméro-akkadien
10. 1961 (19.–23. Juni), Paris: Le rayonnement de la civilisation mésopotamienne, hors de la Mésopotamie, au 2ème millénaire
11. 1962 (23.–29. Juni), Leiden: La survie de la civilisation babylonienne
12. 1963 (1.–4. Juli), London: Warfare in the Ancient Near East
13. 1964 (1.–4. Juli), Paris: Vox populi
14. 1965 (2.–6. Juli), Straßburg: La divination en Mésopotamie ancienne et dans les régions voisines
15. 1966 (4.–8. Juli), Liège: La civilisation de Mari
16. 1967 (20.–23. August), Chicago: ohne Themenvorgabe
17. 1969 (30. Juni–4. Juli), Brüssel: Les Fêtes
18. 1970 (29. Juni–3. Juli), München: Gesellschaftsklassen im Alten Zweistromland und in den angrenzenden Gebieten
19. 1971 (29. Juni–2. Juli), Paris: Le palais et la royauté
20. 1972 (3.–7. Juli), Leiden: Le Temple et le Culte
21. 1974 (24.–28. Juni), Rom: Études sur le Panthéon systématique et les Panthéons locaux
22. 1975 (9.–13. Juni), Göttingen: Zum 200. Geburtstag Georg Friedrich Grotefends. Die Welt des Alten Orients: Keilschrift – Grabungen – Gelehrte
23. 1976 (5.–9. Juli), Birmingham: Trade in the Ancient Near East
24. 1977 (4.–8. Juli), Paris: Les Hourrites
25. 1978 (3.–7. Juli), Berlin: Mesopotamien und seine Nachbarn
26. 1979 (2.–6. Juli), Kopenhagen: Death in Ancient Mesopotamia
27. 1980 (30. Juni–5. Juli), Paris: Cinquantenaire d’Ougarit – Ras Shamra
28. 1981 (6.–10. Juli), Wien: Das Leben
29. 1982 (5.–9. Juli), London: The British School of Archaeology in Iraq
30. 1983 (4.–8. Juli), Leiden: Cuneiform Archives and Libraries
31. 1984 (9.–13. Juli), St. Petersburg (Leningrad): Mesopotamia and its Neighbours
32. 1985 (8.–12. Juli), Münster: Keilschriftliche Literaturen
33. 1986 (7.–10. Juli), Paris: La Femme dans le Proche-Orient antique
34. 1987 (6.–10. Juli), Istanbul: The Relations between Anatolia and Mesopotamia
35. 1988 (11.–15. Juli), Philadelphia: Nippur, the Holy City of the Sumerians
36. 1989 (10.–14. Juli), Gent: La Mésopotamie et l’Elam
37. 1990, Bagdad: wegen des Golfkrieges abgesagt
38. 1991 (8.–10. Juli), Paris: La circulation des biens, des personnes et des idées dans le Proche-Orient ancien
39. 1992 (6.–10. Juli), Heidelberg: Assyrien im Wandel der Zeiten
40. 1993 (5.–8. Juli), Leiden: Houses and Households in Ancient Mesopotamia
41. 1994 (4.–8. Juli), Berlin: Landwirtschaft im Alten Orient
42. 1995 (3.–7. Juli), Löwen: At the Cross-Roads of Civilizations in the Syro-Mesopotamian Realm – Languages and Cultures in Contact
43. 1996 (1.–5. Juli), Prag: Intellectual Life of the Ancient Near East
44. 1997 (7.–11. Juli), Venedig: Landscapes, Territories, Frontiers and Horizons in the Ancient Near East
45. 1998 (4.–9. Juli), Cambridge & New Haven: Historiography
46. 2000 (10.–13. Juli), Paris: Nomades et sédentaires dans le Proche-Orient ancien
47. 2001 (2.–6. Juli), Helsinki & Tartu: Sex and Gender in the Ancient Near East
48. 2002 (1.–3. Juli), Leiden: Ethnicity in Ancient Mesopotamia
49. 2003 (7.–11. Juli), London: Nineveh
50. 2004 (2.–6. August), Skukuza: Fauna and Flora in the Ancient Near East
51. 2005 (18.–22. Juli), Chicago: Classifications of Knowledge in the Ancient Near East: Lexicography, Iconography, Stratigraphy
52. 2006 (17.–21. Juli), Münster: Krieg und Frieden im Alten Vorderasien
53. 2007 (23.–28. Juli), Moskau & St. Petersburg: Language in the Ancient Near East und City Administration in the Ancient Near East
54. 2008 (21.–25. Juli), Würzburg: Organization, Representation and Symbols of Power in the Ancient Near East
55. 2009 (6.–9. Juli), Paris: La famille dans le Proche-Orient ancien : réalités, symbolismes et images
56. 2010 (26.–30. Juli), Barcelona: Time and History in the Ancient Near East
57. 2011 (4.–8. Juli), Rom: Tradition and Innovation in the Ancient Near East
58. 2012 (16.–20. Juli), Leiden: Private and State
59. 2013 (15.–19. Juli), Gent: Law and (Dis)Order in the Ancient Near East
60. 2014 (21.–25. Juli), Warschau: Fortune and Misfortune
61. 2015 (22.–26. Juni), Genf & Bern: Text and Image
62. 2016 (11.–15. Juli), Philadelphia: Ur in the Twenty-First Century
63. 2017 (24.–28. Juli), Marburg: Dealing with Antiquity – Past, Present, and Future
64. 2018 (16.–20. Juli), Innsbruck: The Intellectual Heritage of the Ancient Near East
65. 2019 (8.–12. Juli), Paris: Gods, Kings and Capitals in the Ancient Near East
66. 2021 (12.–16. Juli), Turin, virtuell: Eating and Drinking in the Ancient Near East
67. 2022 (25.–29. Juli), Mainz and Frankfurt: Cultural Contact – Cultures of Contact (2020 auf Grund der COVID-19-Pandemie abgesagt und auf 2022 verschoben[2])
68. 2023 (17.–20. Juli), Leiden: Inequality in the Ancient Near East